# تيرينس ستامب
تيرينس ستامب (بالإنجليزية: Terence Stamp) مواليد 22 يوليو 1938 في لندن، إنجلترا، هو ممثل إنجليزي بدأ مسيرته الفنية عام 1962. كما أنه من الفائزين بجائزة غولدن غلوب وسبق أن ترشح لجائزة الأوسكار لأفضل ممثل مساعد.

## الأعمال
- غودفري مورغان
- الضربة
- وول ستريت
- سمولفيل
- حرب النجوم الجزء الأول: تهديد الشبح
- إلكترا
- هيلو 3
- وانتد
- كن ذكيا
- رجل نعم
- فالكيري
- عيون كبيرة

## الوفاة
توفّي تيرينس ستامب في 17 أغسطس 2025 عن سبعةٍ وثمانين عاماً.

## وصلات خارجية
- تيرينس ستامب على موقع IMDb (الإنجليزية)
- تيرينس ستامب على موقع الموسوعة البريطانية (الإنجليزية)
- تيرينس ستامب على موقع روتن توميتوز (الإنجليزية)
- تيرينس ستامب على موقع ألو سيني (الفرنسية)
- تيرينس ستامب على موقع ميوزك برينز (الإنجليزية)
- تيرينس ستامب على موقع تيرنر كلاسيك موفيز (الإنجليزية)
- تيرينس ستامب على موقع أول موفي (الإنجليزية)
- تيرينس ستامب على موقع قاعدة بيانات برودواي على الإنترنت (الإنجليزية)
- تيرينس ستامب على موقع قاعدة بيانات الأفلام السويدية (السويدية)
- تيرينس ستامب على موقع إن إن دي بي (الإنجليزية)